# Anthology of Led Zeppelin IV°
Anthology of Led Zeppelin IV° è una compilation del gruppo britannico Led Zeppelin, pubblicata in Italia nel 1970.

## Tracce
1. Your Time Is Gonna Come - 4:41
2. Living Loving Maid (She's Just A Woman) - 2:40
3. Tangerine - 3:12
4. Moby Dick - 4:25
5. You Shook Me - 6:30
6. Thank You - 3:50
7. Babe I'm Gonna Leave You - 6:40
8. Gallows Pole - 4:58
9. Communication Breakdown - 2:29
10. Good Times Bad Times - 2:43